# مقاطعة سسارة
مقاطعة سَسارة أو سَساري أو (نقحرة: ساساري) (بالإيطالية: Provincia di Sassari)‏، مقاطعة إيطالية في شمال جزيرة سردينيا ذات الحكم الذاتي. وعاصمتها هي مدينة سَسَارة. اجمالي عدد سكانها 333.015 (20% من سكان سردينيا) وتبلغ مساحتها 4281 كيلومتر (17,8% من مساحة سردينيا)و وبها 66 مدينة وبلدة وقرية. تطل من الشمال الغربي على بحر سردينيا ولديها حدود مع :
- جنوبا مع مقاطعة أوريستانو ومقاطعة نوورو.
- شرقا مع مقاطعة أولبيا تمبيو.

## أهم المدن
- Sassari سَسَارة 128.674 نسمة.
- Alghero ألغيرو 42.289 نسمة.
- Porto Torres بورتو سَسَارة 21.947 نسمة.

زنووب

## أعلام
- كليمنتي بيوندتي